# Kodeks 054
Kodeks 054 (Gregory-Aland no. 054), ε 59 (von Soden), Codex Barberini – grecki kodeks uncjalny Nowego Testamentu, paleograficznie datowany na VIII wiek.

## Opis
Kodeks stanowiony jest przez 6 pergaminowych kart, o rozmiarach 29 na 18,5 cm. Zawiera tekst Ewangelii Jana 16,3-19,41. Tekst pisany jest jedną kolumną na stronę, 36 linijek w kolumnie, najczęściej 27 liter w linijce. Majuskuła jest przeciętnej wielkości, pergamin gruby, atrament brunatny. Litery są grube, pochylone w prawo. Inicjały pisane są czarnym atramentem.
Tekst jest dzielony według Sekcji Ammoniusza, ale bez odniesień do kanonów Euzebiusza.
Grecki tekst kodeksu reprezentuje tekst bizantyjski, z pewną liczbą obcych naleciałości. Kurt Aland zaklasyfikował go do Kategorii V.
Wraz z minuskułem 392 stanowi ten sam rękopis (054 – 1-6 folios, 392 – 7-391 folios).
Kodeks został znaleziony przez kardynała Francesco Barberini (1597–1679) (stąd nazwa kodeksu). Obecnie kodeks przechowywany jest w Bibliotece Watykańskiej (Barberini Gr. 521).
Tekst kodeksu został opublikowany przez Tischendorfa w 1846 roku (Monumenta sacra).